# Fortemente
Fortemente è il sesto album in studio del cantante italiano Rosario Miraggio, pubblicato nel 2012 dalla Zeus Record con CD + DVD e la collaborazione della GGD casa discografica di Gigi D'Alessio. Ci sono cinque canzoni in duetto: La prima, intitolata Senorita, è cantata con i Club Dogo. Ci sono altre collaborazioni di Franco Ricciardi, Ivan Granatino, Emiliano Pepe e Teresa Langella di Uomini e Donne. I duetti successivi che portano quasi alla fine dell'album sono quelli di Sibilla, Alessio Carluccio, Ida Rendano e Teresa Langella rispettivamente nei brani Andare Via, A Natale, La Notte e Si Dinto O Core Tenisse Sulo A Mme, contenuti anche nei loro dischi. Nel DVD dal vivo viene presentato da Maria Mazza e Angelo Di Gennaro, e in un video presentato c'è Paolo Cannavaro capitano del Napoli dove firma un pallone lanciandolo all'artista.
Nel concerto doveva esserci la partecipazione di Gigi D'Alessio, Valeria Marini e Sal da Vinci, non avvenuta per motivi sconosciuti.

## Tracce

### CD
1. Ti Amo e ti penso – (S.Viola - F.D'Alessio)
2. Senorita – (E.Pepe - La Pina - Jake La Furia - Gué Pequeno - F.D'Alessio)  – (feat. Club Dogo)
3. Ricominciare da te – (S.Viola - F.D'Alessio)
4. Dinto o vico – (S.Viola - F.D'Alessio)
5. Sarà che io – (S.Viola - F.D'Alessio)
6. Chillo nnammurato – (S.Viola - F.D'Alessio)
7. Io voglio a tte – (S.Viola - F.D'Alessio)
8. E soffrirai – (S.Viola - F.D'Alessio)
9. Di me di te – (S.Viola - F.D'Alessio)
10. Andare Via – (S.Viola - F.D'Alessio) – (feat. Sibilla)
11. A Natale  – (S.Viola - F.D'Alessio) (Feat. Alessio Carluccio)
12. La Notte - (S. Viola - F.D'Alessio) (Feat. Ida Rendano)
13. Si Dinto O Core Tenisse Sulo A Mme (S. Viola - F.D'Alessio) (Feat. Teresa Langella)
14. Si Faccio Ammore Cu N'Ato (S. Viola - F.D'Alessio)
15. L'amore che mi dai – (S.Viola - F.D'Alessio)

### DVD Live
1. Primma e me ffà annammurà – (S.Viola - F.D'Alessio)
2. Un Miracolo d'amore – (G.D'Alessio - F.D'Alessio)
3. Le deciso già – (W.Bevevino - M.Palmieri - F.D'Alessio)
4. Cuore Rotto – (S.Viola -  D.lo russo - F.D'Alessio)
5. Tu sì na cosa grande – (R.Gigli - D.Modugno)
6. A storia e maria – (F.Liccardo - G.Granatino - M.Alfano) – (feat. Franco Ricciardi & Ivan Granatino)
7. Pa Pa L'americano – (Nisa - R.Carosone) – (feat. Franco Ricciardi & Ivan Granatino)
8. Come amo io – (S.Viola - R.Tassero -  D.lo russo - F.D'Alessio)
9. Il mio spazio nel tempo – (S.Viola - F.D'Alessio)
10. Prendere o lasciare – (S.Viola - F.D'Alessio)
11. Male – (S.Viola - F.D'Alessio)
12. Vivo solo di te – (S.Viola - G.D'Alessio - F.D'Alessio)